# Lee Rogers Berger
Lee Rogers Berger (22 december 1965) is een Zuid-Afrikaanse paleoantropoloog, fysische antropoloog en archeoloog en is het best bekend om zijn ontdekking van Australopithecus sediba, de opgravingen van de Rising-Stargrotten, zijn werk over de lichaamsproporties van Australopithecus africanus en de roofvogelhypothese in verband met de dood van het Taungkind. In 2015 maakten hij en zijn team de ontdekking bekend van een nieuwe soort mensachtige volgens hen, en die ze Homo naledi noemden.